# Zarafa

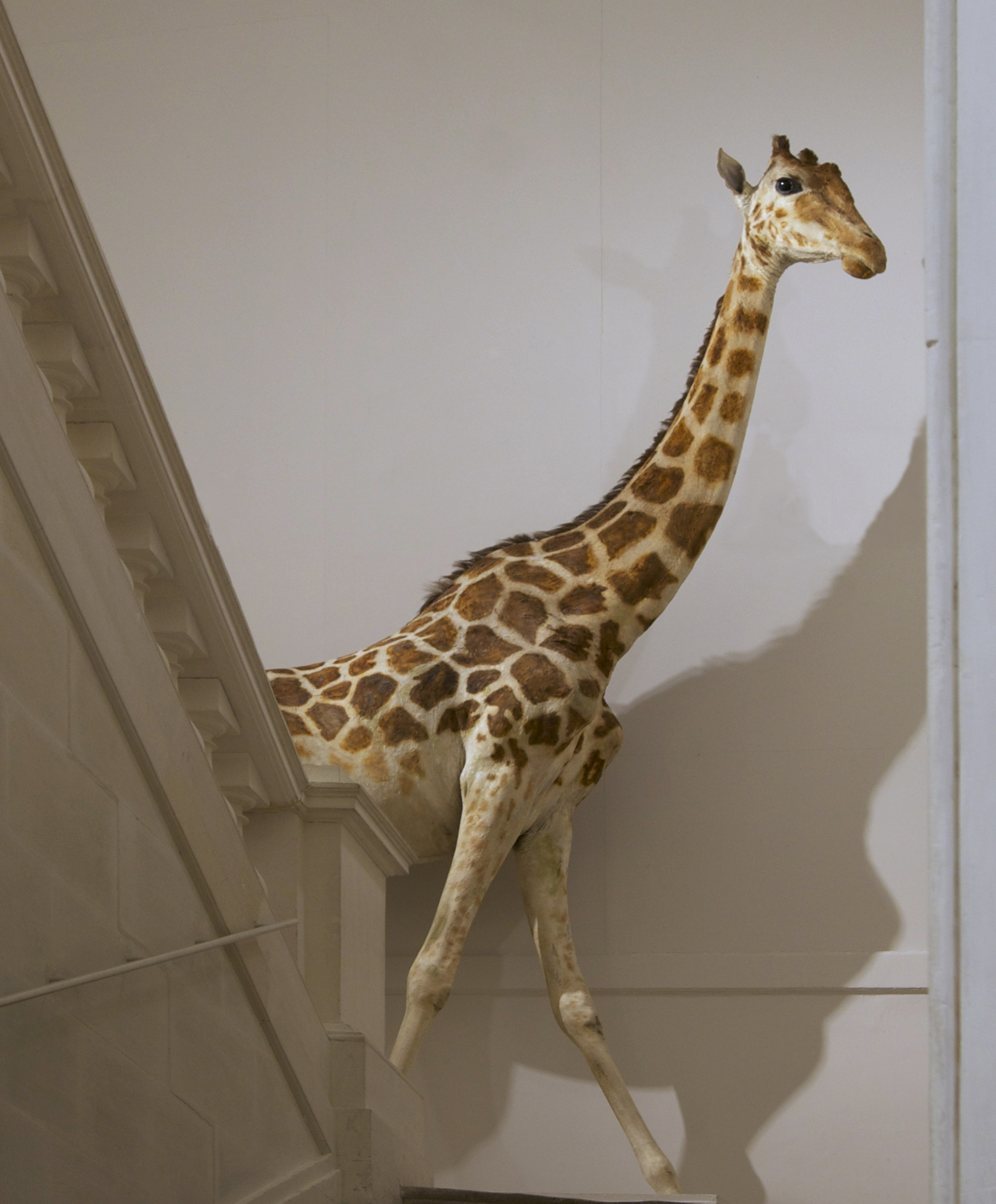
Zarafa im Musée d’Histoire naturelle in La Rochelle

Zarafa (* um 1825; † 12. Januar 1845) war eine Giraffenkuh, die als erste seit der sogenannten Medici-Giraffe nach über 300 Jahren lebend Europa erreichte. Nach einer mehr als zweijährigen Reise und über 7000 Kilometern betrat sie im Jahr 1827 europäischen Boden. Zwei weitere Giraffen erreichten Europa 1827 bzw. 1828.

## Herkunft
Zarafa stammte aus der Gegend des Blauen Nils im heutigen Sudan. Sie wurde als ein Geschenk Muhammad Ali Paschas, des Gouverneurs von Ägypten, für den französischen König Karl X. nach Paris gebracht. Ihr Name war dem arabischen Wort für „Giraffe“ (زرافة, DMG zurāfa ‚Liebliche‘) entlehnt, von dem auch die deutsche Bezeichnung der Tierart hergeleitet ist.

## Leben und Wirkung

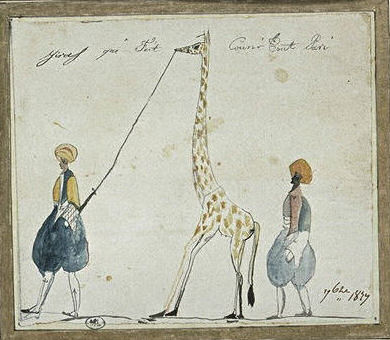
Théodore Chassériau: Zeichnung von 1827

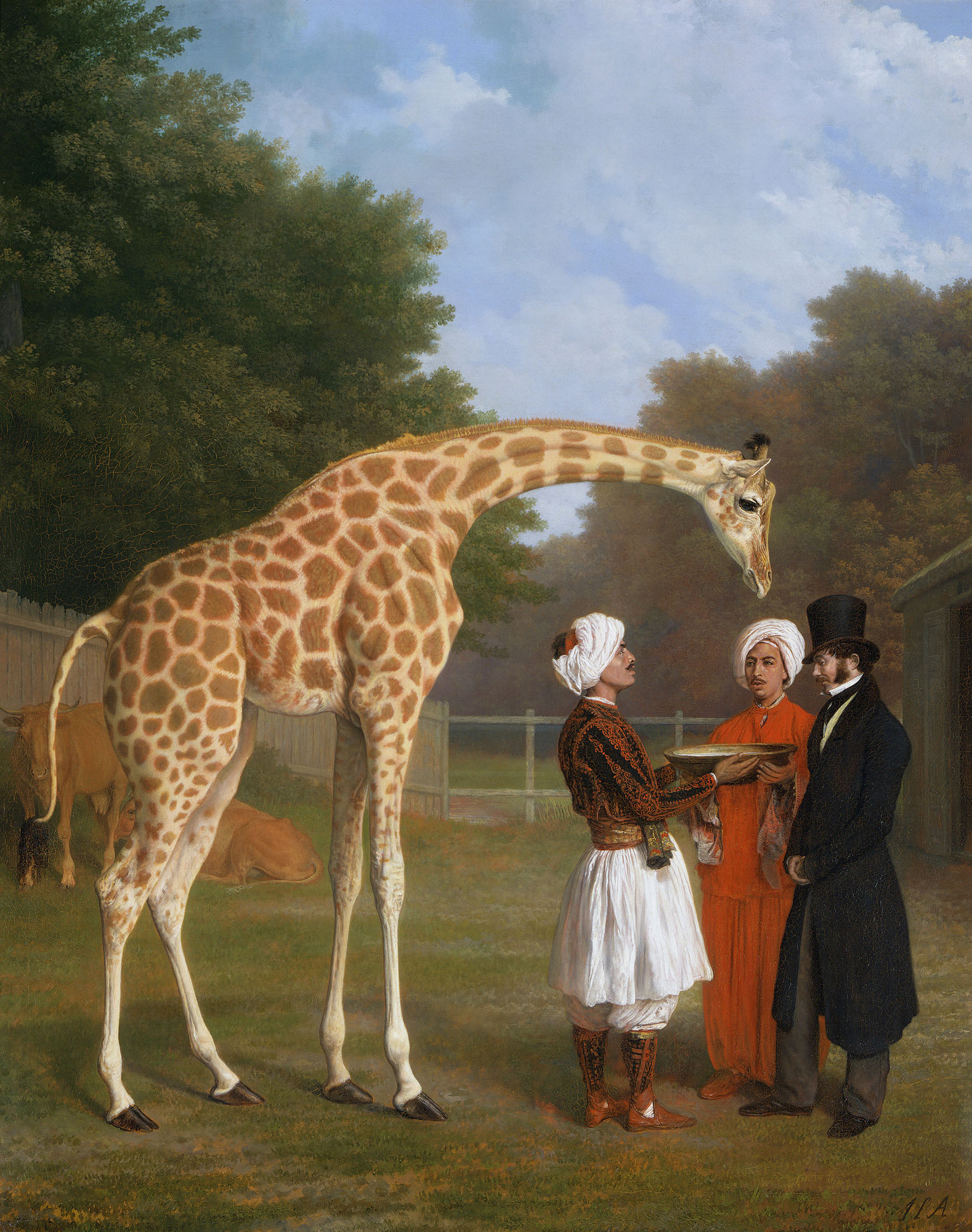
Jacques-Laurent Agasse: Die nubische Giraffe, ca. 1827

Zarafa war 1825 als Jungtier von Jägern in der Nähe von Sannar eingefangen und zunächst per Kamel nach Khartum gebracht worden. Von Khartum aus wurde sie auf dem Nil über 2500 Kilometer und über die sechs Nil-Katarakte per Schiff nach Kairo transportiert. Von Alexandria aus wurde das Tier im Oktober 1826 über das Mittelmeer nach Marseille verschifft. In das Oberdeck des Schiffes hatte man ein großes Loch gesägt, durch das die Giraffe ihren Hals strecken konnte. Die Ankunft der Giraffe im April 1827 in Frankreich war eine Sensation. Scharen von Bürgern strömten herbei, um das Tier auf seinem 41-tägigen Fußweg von Marseille nach Paris zu bewundern. Bei ihrer Ankunft in Paris am 30. Juni 1827 wurde die Giraffe von 60.000 Bürgern in den Jardin des Plantes begleitet, wo sie anschließend fast 18 Jahre lebte. Dem König und dem gesamten Hof wurde sie am 9. Juli im Schlosspark von Saint-Cloud vorgeführt. Zarafa starb am 12. Januar 1845. Der Kadaver wurde ausgestopft, das Präparat befindet sich heute im Musée d’Histoire naturelle in La Rochelle.
Zarafa inspirierte eine Giraffenmode. Die Frauen trugen das Haar „à la girafe“ mit hohen Knoten hochgesteckt. Die Männer bevorzugten hohe Hüte, sogenannte „girafiques“, dazu Krawatten und gefleckte Westen.

## Weitere Giraffengeschenke Ali Paschas
Ali Pascha sandte zur selben Zeit noch zwei weitere Giraffen nach Europa – eine nach London an Georg IV., die andere an Franz II. nach Wien –, die dort etwas später als Zarafa 1827 bzw. 1828 ankamen. In beiden Städten lösten die Tiere die gleiche Faszination aus wie die Giraffe in Paris.
Die Wiener Giraffe wurde in der Menagerie von Schönbrunn untergebracht, starb jedoch nach einem Jahr.  Aus dem Jahr 1828 sind Wiener „valses à la girafe“ für Violine mit Pianoforte oder Guitarre belegt. Die englische Giraffe, ebenfalls ein Jungtier, erreichte London am 11. August 1827. Auf Anweisung Georgs IV. wurde die Giraffe ausschließlich mit Milch ernährt. Ein Gemälde von 1827, The Nubian Giraffe von Jacques-Laurent Agasse, zeigt im Hintergrund eine Kuh. Am 14. Oktober 1829 starb das Tier und wurde ausgestopft.